# Vítězslav Ďuriš
Vítězslav Ďuriš (* 5. leden 1954 Karviná) je bývalý československý hokejista.
Svoji kariéru začal v hokejovém klubu 1. ligy Škoda Plzeň po boku hráčů jako byli tehdejší reprezentanti Milan Kajkl, Bohuslav Ebermann, Vladimír Bednář, Jiří Neubauer, do extraligového hokeje přišel z oddílu tehdejší 1.národní hokejové ligy Baník Karviná. Další roky v 1. lize hrál v době základní vojenské služby za Duklu Jihlava. Je bývalý ligový, reprezentační obránce ledního hokeje. ČSSR reprezentoval na MS 1979 a OH 1980.

## Zahraničí
Nastoupil v 89 zápasech v Národní hokejové lize za Toronto Maple Leafs v průběhu sezon 1980–81 a 1982–83 (v sezoně 1981–82 hrál v nižší zámořské soutěži CHL za tým Cincinnati Stingers). Poté se vrátil do Evropy a dohrával v klubech německé hokejové ligy Iserlohn, Landshut a Freiburg, kariéru ukončil v roce 1991.